# Andrzej Gallerani
Andrzej Gallerani (ur. w XIII wieku w Sienie; zm. 19 marca 1251 tamże) – Błogosławiony Kościoła katolickiego.

## Życiorys
Urodził się w szlacheckiej rodzinie. Po powrocie do Sieny, poświęcił się całkowicie służbie chorym i potrzebującym. W 1240 roku założył szpital. Zmarł 19 marca 1251 roku w opinii świętości. Jego kult jako błogosławionego potwierdził papież Pius VI w dniu 13 maja 1798 roku, a jego wspomnienie obchodzone jest 19 marca.